# زمین‌لرزه ۱۹۵۲ ترکیه
زمین‌لرزه ترکیه  در تاریخ ۲۲ اکتبر ۱۹۵۲ میلادی، برابر با ‎۳۰ مهر ۱۳۳۱ به زمان یوتی‌سی در ترکیه رخ داد. بزرگی آن ۵ در مقیاس ریشتر اعلام شده‌است. زمین‌لرزه به وقت محلی در روز چهارشنبه، ساعت ۱۹ روی داده و منطقه زمانی آن یوتی‌سی +۲ بوده‌است (با لحاظ تغییر ساعت تابستانی).
سازمان زمین‌شناسی آمریکا نیز جای این زمین‌لرزه را در مختصات ۳۶°۳۰′شمالی ۳۵°۳۰′شرقی / ۳۶٫۵°شمالی ۳۵٫۵°شرقی و بزرگی آنرا برابر با ۵ در مقیاس ریشتر اعلام کرده‌است. 
شمار کشتگان زلزله حدود ۱۰ نفر و تعداد زخمیان ۲۷۰ نفر برآورده شده‌است.